# Mormon (imię)

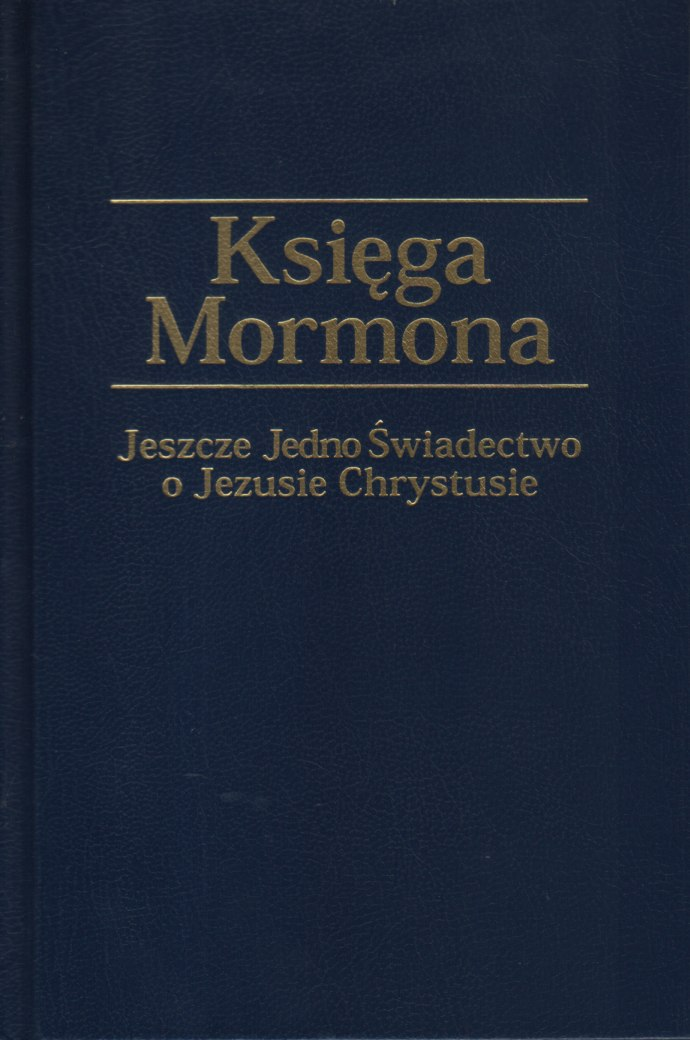
Księga Mormona, jedno z mormońskich pism świętych i jednocześnie tekst, z którego pochodzi imię Mormon

Mormon (deseret 𐐣𐐃𐐡𐐣𐐊𐐤, 𐐣𐐄𐐡𐐣𐐊𐐤) – imię męskie występujące u mormonów. Pochodzi z Księgi Mormona, w której nosiły je dwie postacie, w tym wojskowy i prorok stojący za streszczeniem, redakcją i kompilacją zapisu źródłowego księgi. Pojawiło się w źródłach już w początkach mormonizmu, występowało wśród zasiedlających Utah mormońskich pionierów. Współcześnie wykorzystywane bardzo rzadko. Znalazło odzwierciedlenie w szerszej mormońskiej kulturze. Jako imię wywiedzione z pism świętych uznawane jest za powód do dumy, ma także wywierać pozytywny wpływ na życie duchowe noszącego je człowieka.

## Pochodzenie
Pochodzi z Księgi Mormona, jednego z pism świętych przynależnych do kanonu tej tradycji religijnej. Nosiły je w tym tekście dwie postacie, choć tylko druga ma w samym tekście znaczenie kluczowe. To właśnie ona, zgodnie z mormońskimi wierzeniami, miała stać za streszczeniem, redakcją i kompilacją zapisu źródłowego Księgi Mormona.

## Perspektywa historyczna
Pojawia się w źródłach historycznych już w początkach mormonizmu. Nosił je jeden z synów Parleya P. Pratta i Sary Huston. Dziecko to, urodzone już w Salt Lake City w 1850, zmarło tamże jeszcze w tym samym roku. Mormon Miner (1837–1918), urodzony jeszcze w Kirtland mormoński pionier, przybył do doliny Wielkiego Jeziora Słonego wraz z rodziną w 1850. Mormon Lachoneus Barnard (1837–1919) z kolei, urodzony podczas krótkiego pobytu świętych w dniach ostatnich w Missouri, był jednym z wczesnych misjonarzy mormońskich. Swoją misję odbywał w misji obejmującej okolice rzeki Salmon od 1856 do 1858.

## Występowanie i popularność
Wśród świętych w dniach ostatnich Mormon jest rzadkim i dość niechętnie wybieranym imieniem, przynajmniej współcześnie. W badaniach przywołuje się ten fakt z pewnym zdumieniem, zwłaszcza w zestawieniu z innymi, typowymi dla świętych w dniach ostatnich imionami, takimi jak Alma, Ammon, Nefi czy Moroni.
Dane amerykańskiej Social Security Administration (SSA) z okresu od 1960 do 2014 roku dotyczące częstości występowania imion w kraju nie wskazują na imię Mormon w swojej dokumentacji. SSA uwzględnia w przygotowanej przez siebie bazie danych jedynie imiona, które pojawiły się minimum pięciokrotnie w skali całego kraju w ciągu roku. Możliwe zatem, że w okresie wspomnianego półwiecza urodzili się jacyś tak właśnie nazwani chłopcy. Jest to jednocześnie bardzo mocny dowód na rzadkość tego imienia wśród zamieszkujących współczesne Stany Zjednoczone świętych w dniach ostatnich. W źródłach występuje również wariant tego imienia: Mormon Beauty. 
Imię to przewija się jednakże dosyć regularnie w prowadzonym przez Kościół rejestrze wczesnych misjonarzy, obejmującym lata 1830–1940, co jednoznacznie wskazuje na jego wcześniejszą powszechność.
Jednocześnie jako imię specyficznie mormońskie znalazło odbicie w kulturze Kościoła, z którego wierzeń wyrosło. Artykuł na łamach pisma „Friend” z maja 1994 wskazuje choćby, że imię zaczerpnięte z Księgi Mormona może być powodem do dumy oraz wywierać pozytywny wpływ na życie duchowe noszącego je człowieka. Podobną tematykę porusza numer tego samego pisma z lutego 1995.